# HAM-1.2mm
A 1.2 mm-es amatőrsáv a milliméteres hullámú tartományban lévő rádióhullám, rádióamatőrök számára kijelölt sáv. A kijelölt frekvenciatartomány: 241 – 250 GHz.

## Terjedési sajátosságai
Az 1.2 mm-es amatőrsáv a milliméteres hullámú rádiófrekvenciás tartományban van, ezért leginkább a milliméteres  hullámokra jellemző terjedési tulajdonságai vannak.
Ezen a sávon a hullámok terjedését a sűrű eső vagy erős hózápor csillapítja.
- direkt terjedés

## Az 1.2 mm-es amatőrsávra vonatkozó nemzetközisávterv[3]
| ITU 1                                                                                     | ITU 2 | ITU 3 |
| ----------------------------------------------------------------------------------------- | ----- | ----- |
| 241–248 GHz 1. RÁDIÓCSILLAGÁSZAT 2. RÁDIÓLOKÁCIÓ 3. Amatőr 4. Műholdas amatőr 5.138 5.149 |       |       |
| 248–250 GHz 1. AMATŐR 2. MŰHOLDAS AMATŐR 3. Rádiócsillagászat 5.149                       |       |       |

- 5.138 - A 244-246 GHz (sávközépi frekvencia 245 GHz) ipari, tudományos és orvosi (ISM) alkalmazások céljaira vehetők igénybe. Ezen frekvenciasávoknak az ISM alkalmazások általi használata az érdekelt igazgatások által azon más igazgatásokkal egyetértésben kiadott külön felhatalmazás alapján lehetséges, amelyeknek rádiótávközlési szolgálatai érintettek lehetnek. E rendelkezés alkalmazásakor az igazgatásoknak tekintetbe kell venniük a legújabb vonatkozó ITU‑R-ajánlásokat.
- 5.149 - Frekvenciák kijelölésekor olyan más szolgálatok állomásai számára, amelyeknek a 241−250 GHz sáv fel van osztva, kívánatos, hogy az igazgatások minden gyakorlatilag lehetséges intézkedést megtegyenek annak érdekében, hogy a rádiócsillagászati szolgálatot a káros zavarástól megvédjék. Űrállomások és légijármű állomások adásai különösen komoly zavarforrást jelenthetnek a rádiócsillagászati szolgálatnak (lásd a 4.5 és a 4.6 Bekezdést, valamint a 29. Cikket). (WRC‑07)

## A sávblokk Magyarországon érvényessávterve[4]
| 241–248 GHz       | 241–248 GHz | 241–248 GHz | 241–248 GHz                                 | 241–248 GHz                           | 241–248 GHz                    | 241–248 GHz                   | 241–248 GHz            |
| A                 | B           | C           | D                                           | E                                     | F                              | G                             | H                      |
| ----------------- | ----------- | ----------- | ------------------------------------------- | ------------------------------------- | ------------------------------ | ----------------------------- | ---------------------- |
| RÁDIÓCSILLAGÁSZAT |             | P           | 1                                           | K                                     | Rádiócsillagászat alkalmazásai |                               |                        |
| RÁDIÓLOKÁCIÓ      | 5.149       | E           |                                             |                                       |                                |                               |                        |
| Amatőr            | 5.149       | P           | 2                                           | K                                     | Amatőrrádiózás                 | ECC/REC/(02)01 MSZ EN 301 783 | 3. melléklet 7. pont   |
| Műholdas amatőr   | 5.149       | P           | 2                                           | K                                     | Műholdas amatőrrádiózás        | ECC/REC/(02)01 MSZ EN 301 783 | 3. melléklet 7. pont   |
|                   |             | PN          |                                             |                                       | SRD                            |                               | 3. melléklet 9.1. pont |
| 3                 | K           | PN          | Általános alkalmazások a 244–246 GHz sávban | 3. melléklet 9.2.1. pont              |                                |                               |                        |
| 5.138             | -           | PN          | Ü                                           | ISM alkalmazások a 244–246 GHz sávban |                                |                               |                        |
| 248–250 GHz       |             |             |                                             |                                       |                                |                               |                        |
| AMATŐR            | 5.149       | P           | 1                                           | K                                     | Amatőrrádiózás                 | ECC/REC/(02)01 MSZ EN 301 783 | 3. melléklet 7. pont   |
| MŰHOLDAS AMATŐR   | 5.149       | P           | 1                                           | K                                     | Műholdas amatőrrádiózás        | ECC/REC/(02)01 MSZ EN 301 783 | 3. melléklet 7. pont   |
| Rádiócsillagászat |             | P           | 2                                           | K                                     | Rádiócsillagászat alkalmazásai |                               |                        |

- Az A oszlop meghatározza az adott sávhoz rendelt egyes rádiószolgálatokat
- A B oszlop meghatározza a vonatkozó lábjegyzetet, a harmonizált katonai sávra
- A C oszlop meghatározza a polgári, a nem polgári vagy az együttes célú használatra történő felosztást. A polgári célú felosztást P, a nem polgári célút N és az együttes célút E jelöli.
- A D oszlop meghatározza az alkalmazás jellegét. Az elsődleges jelleget 1-es, a másodlagos jelleget 2-es, a harmadlagos jelleget 3-as szám jelöli.
- Az E oszlop meghatározza az alkalmazás használatbavételi lehetőségét. A kijelölt kategóriát K, a tervezett kategóriát T jelöli.
- Az F oszlop meghatározza az alkalmazás megnevezését.
- A G oszlop tartalmazza a vonatkozó nemzetközi és hazai dokumentumokra hivatkozásokat
- A H oszlop tartalmazza a frekvenciasávok használata során alkalmazandó további rádióspektrum-gazdálkodási követelményeket és jellemzőket, valamint sávhasználati feltételeket.

## Felosztása[5]
| Frekvenciatartomány (Hz) | Frekvenciatartomány (Hz) | Használható adóteljesítmény (W) | Használható adóteljesítmény (W) | Használható adóteljesítmény (W) | Használható sávszélesség (Hz) | Üzemmód/felhasználás                                                                    | Engedélyezett adásmód | Engedélyezett adásmód | Engedélyezett adásmód |
| Kezdete                  | Vége                     | Kezdő                           | CEPT                            | HAREC                           | Használható sávszélesség (Hz) | Üzemmód/felhasználás                                                                    | Kezdő                 | CEPT                  | HAREC |
| ------------------------ | ------------------------ | ------------------------------- | ------------------------------- | ------------------------------- | ----------------------------- | --------------------------------------------------------------------------------------- | --------------------- | --------------------- | --- |
| 241000000000             | 248000000000             | 0                               | 0                               | 30                              |                               | Műholdas összeköttetések, bármely adásmód                                               |                       |                       | A1A, A1B, A1C, A1D, A2A, A2B, A2C, A2D, A3C, A3E, F1A, F1B, F1C, F1D, F2A, F2B, F2C, F2D, F3C, F3E, F3F, J2A, J2B, J2C, J2D, J2E, J3C, J3E, J3F, R3E |
| 248000000000             | 248001000000             | 0                               | 0                               | 30                              |                               | Műholdas összeköttetések, bármely adásmód, leginkább keskenysávú adásmódok preferráltak |                       |                       | A1A, A1B, A1C, A1D, A2A, A2B, A2C, A2D, A3C, F1A, F1B, F1C, F1D, F2A, F2B, F2C, F2D, F3C, F3E, F3F, J2A, J2B, J2C, J2D, J2E, J3C, J3E, R3E           |
| 248001000000             | 250000000000             | 0                               | 0                               | 30                              |                               | Műholdas összeköttetések, bármely adásmód                                               |                       |                       | A1A, A1B, A1C, A1D, A2A, A2B, A2C, A2D, A3C, A3E, F1A, F1B, F1C, F1D, F2A, F2B, F2C, F2D, F3C, F3E, F3F, J2A, J2B, J2C, J2D, J2E, J3C, J3E, J3F, R3E |

## Gyakorlati felhasználása
A hullámhossz méretéből adódóan már kis méretben is készíthetőek nagy nyereségű antennák, így lehetőség van kísérletezni műholdas kommunikációval. Az antennakészítés ezen a sávokon precíz, finommechanikai munkát igényel.
Amatőr használatra széles sáv került kijelölésre, így lehetőség van szélessávú üzemmódok használatára.
A sáv használata kevéssé elterjedt, mivel csak drágább készülékekbe van beleépítve ennek a sávnak a használati lehetősége. Saját készülék építése erre a sávra nagy gyakorlatot igényel, valamint ezen a frekvencián megbízható alkatrészek beszerzése is költséges.